# Хутор Кирова (Краснодарский край)
Ки́рова — хутор в Новокубанском районе Краснодарского края.
Административный центр Верхнекубанского сельского поселения.

## География
Хутор Кирова расположен в 26 км к северу от Армавира.

### Улицы
- ул. Мира,
- ул. Виноградная,
- ул. Заводская,
- ул. Д.Сорокиной,
- ул. Кооперативная.

## История
Имеется курганная группа, расположенная в 3 км к северо-западу от хутора. Номер в федеральном реестре — 8531. (12 насыпей).
Село Равнополье основано в 1923 году немцами-переселенцами из сел Ново-Михайловское и Мирное. После Великой Отечественной войны по названию колхоза получило название имени Кирова.

## Население
| 2002 | 2010  |
| ---- | ----- |
| 1434 | ↗1461 |

## Экономика
В хуторе расположены: 
- Винно-коньячный завод ЗАО «Новокубанское»

## Инфраструктура
В посёлке расположены: 
- Амбулатория
- МОБУСОШ № 7
- Детский сад
- Почта
- Дом культуры
- Продуктовые и универсальные магазины